# Pantaleon van Nicomedia
Pantaleon (Grieks: Πανταλέων; Nicomedia, ca. 275 - aldaar 303), in de oosterse kerk doorgaans Panteleimon (Grieks: Παντελεήμων) genoemd, is een heilige in de oriëntaals-orthodoxe kerken, oosters-orthodoxe kerken, Rooms-Katholieke Kerk en Anglicaanse Kerk. Zijn feestdag is op 27 en 28 juli en 18 februari.
Pantaleon is de beschermheilige van de artsen en de vroedvrouwen. Hij behoort tot de Veertien Heilige Helpers, een groep heiligen die door katholieken collectief wordt aangeroepen.

## Korte biografie
Pantaleon was het kind van een christelijke moeder. Zijn vader werd - volgens de legende - bekeerd toen Pantaleon een blinde genas, door Jezus aan te roepen. Op grond van zijn medische gaven werd Pantaleon in dienst genomen als lijfarts, door keizer Maximianus. Toen Pantaleon evenwel diens vrouw tot het christendom trachtte te bekeren, werd hij gevangengenomen en aangeklaagd. Ondanks martelingen bleef hij standvastig. Bij een poging hem te onthoofden, werd zijn schedel gespleten maar - nog steeds volgens de legende - vloeide er geen bloed, maar melk uit de wond. Vandaar wordt Pantaleon als martelaar vereerd.

## Leven
Volgens de legende was Pantaleon het kind van een christelijke moeder en een heidense vader. Van Euphrosynus, de lijfarts van keizer Maximianus, kreeg Pantaleon onderricht in de geneeskunde. Tegelijk nam de priester Hermolaus de jonge Pantaleon onder zijn hoede en introduceerde het christelijke geloof bij hem. Nadat hij erin geslaagd was, een kind dat door een slangenbeet de dood gevonden had, door een gebed opnieuw tot leven op te wekken, liet Pantaleon zich door de oude priester dopen. Toen hij een tijd later een blinde genas door Jezus te aanroepen, besloot ook zijn vader om zich tot het christendom te bekeren.
Op grond van zijn medische gaven werd Pantaleon in dienst genomen als lijfarts door keizer Maximianus. Andere artsen waren echter jaloers op hem omdat hij mensen kon genezen door de kracht van zijn geloof, en daarom klaagden ze hem bij de keizer aan wegens verering van de christelijke God. Maximianus raadde Pantaleon aan om weer aan de oude goden te beginnen offeren. Maar hij stelde voor hem een zieke te brengen bij wie de geneeskunde tot dan toe gefaald had, om hem zo de waarheid te kunnen tonen. Men haalde een lamme en Pantaleon liet hem in de naam van Christus weer lopen. Hierop beval de keizer om Pantaleon te martelen. Deze weerstond echter aan de nagels waarmee men zijn vlees doorboorde, aan het vuur waarmee men hem verbrandde en aan het vloeibare lood waarin men hem onderdompelde. Ook toen hij aan een wiel vastgebonden van een berg af moest rollen, gaf hij niet toe. En de wilde dieren die hem hadden moeten verscheuren, werden tam. Uiteindelijk beval de keizer om Pantaleon te onthoofden. Maar voor zijn moordenaars hun taak konden volbrengen, bad hij tot de Heer - met zijn handen aan zijn hoofd genageld - om hen te vergeven. Er klonk een stem uit de hemel, die zei dat dit ging gebeuren en dat hij niet langer Pantaleon (Πανταλέων "helemaal leeuw") zou heten, maar Panteleëmon (Παντελεήμων "helemaal barmhartig"), zodat zijn naam zou overeenstemmen met zijn daden. Nadat ze zijn hoofd afgehakt hadden, vloeide er uit de wonde melk in plaats van bloed, en de boom waaraan ze hem vastgebonden hadden, hing plots afgeladen vol met vruchten. De soldaten, die respect voor hem gekregen hadden en die hij had moeten dwingen om hun taak te vervullen, keerden niet terug naar de keizer.

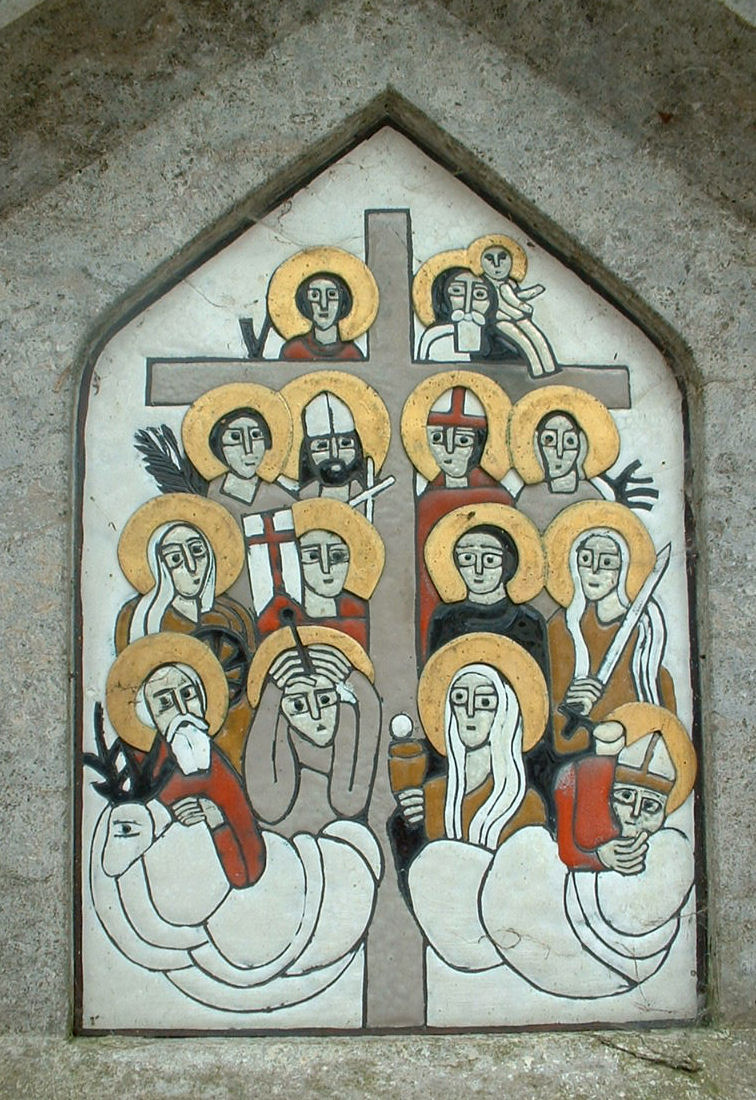
De veertien Noodhelpers met hun attributen. Pantaleon staat links aan de voet van het kruis, met zijn handen op zijn hoofd genageld.

## Verering
De verering van de heilige Pantaleon is in de oosterse kerk betuigd sinds het einde van de vierde eeuw. Reeds Theodoretus van Cyrrhus spreekt over een feestdag ter ere van de heilige Pantaleon en onder Justinianus werd een eerste kerk in Constantinopel aan hem gewijd. Vanuit de oosterse gebieden, het voornaamste gebied voor zijn verering, breidde zijn cultus zich vanaf de achtste eeuw ook naar West-Europa uit. In Rome vinden we al omstreeks 708 bewijs voor zijn verering.
Het cultuscentrum en uitgangspunt voor de westerse Pantaleonverering was echter Keulen. Hier werd in 866 voor het eerst een kerk aan Pantaleon gewijd op Oost-Frankische bodem, waardoor men ervan uit kan gaan dat er toen reeds relieken van de heilige in Keulen beland waren. In zijn wereldkroniek beweert de benedictijner monnik en kroniekschrijver Sigisbert van Gembloers dat het eerste transport van Pantaleons relieken naar het Frankische Rijk al in het jaar 802 zou plaatsgevonden hebben. Veel wijst erop dat de verering van Pantaleon uit het West-Frankische gebied het Rijnland bereikt heeft.
De eerste relieken die aanwezig waren in het aan Pantaleon gewijde heiligdom, zijn vermoedelijk verloren gegaan tijdens de Noormanneninval van 881/882. Maar in de tiende eeuw kunnen nieuwe relieken als geschenk naar het Rooms-Duitse Rijk gekomen zijn als geschenk van de Byzantijnse keizer Johannes I Tzimiskes, toen zijn nicht Theophanu zich verloofde met de Rooms-Duitse keizer Otto III. Immers, toen aartsbisschop Bruno van Keulen, de broer van keizer Otto I, rond 955 een benedictijner klooster stichtte bij de intussen bouwvallig geworden Sint-Pantaleonkerk, kende de Pantaleoncultus een nieuwe opgang. Bovendien was het net keizerin Theophanu die deze nieuw gestichte - aan Pantaleon gewijde - benedictijner abdij met talrijke geschenken ondersteunde; ze was er immers op uit om de verering van een heilige uit haar Griekse vaderland te bevorderen. Nadat zowel Theophanu als de stichter van het klooster, Bruno, op eigen verzoek in de crypte van de heilige Pantaleon begraven werden, kreeg de verering van de heilige een nieuwe stimulans. Vanuit Keulen verspreidde de cultus van de Griekse martelaar zich door talrijke reliekentranslaties in de elfde en twaalfde eeuw verder. Na een hernieuwde ontdekking van Pantaleons gebeente in 1208 versterkte de cultus zich verder, om in de veertiende eeuw een hoogtepunt te bereiken wanneer de heilige Pantaleon opgenomen werd in de groep van de Veertien Noodhelpers.
Overal in Europa zijn kerken aan de heilige gewijd en naar hem genoemd - en wel in Duitsland, Oostenrijk, Zwitserland, Italië, Griekenland, Macedonië, Tsjechië, Servië, Polen, Bulgarije, Frankrijk, België, Groot-Brittannië en Estland - evenals in Rusland, Wit-Rusland en Oekraïne.

## Attributen en patronage
De heilige Pantaleon wordt vaak voorgesteld in zijn functie als arts, met een zalfbusje en spatel als attributen. Zo verschijnt hij bijvoorbeeld op het zegel van de faculteit geneeskunde aan de Universiteit van Keulen, dat al sinds 1393 in gebruik is. Daarnaast wordt hij ook vaak afgebeeld als martelaar: met een martelaarspalm, aan een olijfboom vastgebonden en/of (vanaf de vijftiende eeuw) met zijn handen aan zijn hoofd genageld.
Pantaleon geldt als de beschermheilige van de artsen, minnen en vroedvrouwen. Zijn tussenkomst wordt ingeroepen voor hoofdpijn, vermagering, eenzaamheid, veeziekten en sprinkhanenplagen.
Samen onder meer met Cosmas en Damianus en Cyrus en Johannes behoort Pantaleon tot een groep heiligen, die de "Onbaatzuchtige Artsen" genoemd worden (in het Grieks: Ἅγιοι Ἀνάργυροι Hágioi Anárgyroi), omdat ze zich niet lieten betalen voor hun medische diensten.
Achatius · Barbara · Blasius · Catharina · Christoffel · Cyriacus · Dionysius · Egidius · Erasmus · Eustachius · Joris · Margaretha · Pantaleon · Vitus